# Костюковичи
Костюковичи (на беларуски: Касцюковічы; на руски: Костюковичи) е град в Беларус, административен център на Костюковички район, Могильовска област. Населението на града е 15 977 души (по приблизителна оценка от 1 януари 2018 г.).

## История
За пръв път селището е споменато през 1508 година, през 1938 година получава статут на град.